# Santa Maria del Masdéu

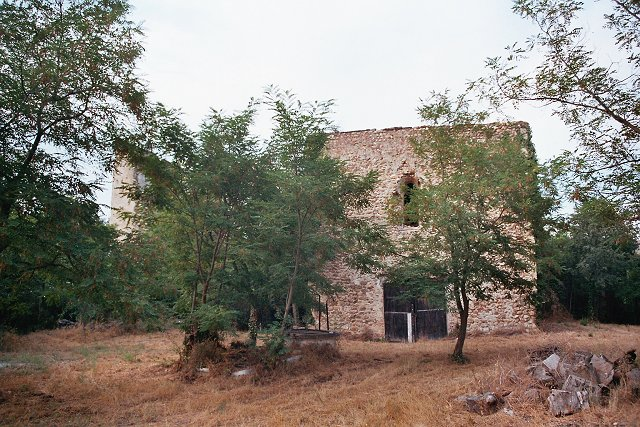
La capella de Santa Maria del Masdéu

Santa Maria del Masdéu és l'església romànica de la Comanda del Masdéu, inicialment de l'orde del templers, situada en el terme de Trullars, a la comarca del Rosselló, de la Catalunya Nord.
El nom original era mansio Dei (la casa de Déu), que passà aviat a mansus Dei (declinat en diferents casos, segons el document. Aquest mansus Dei, textualment el Mas de Déu, esdevingué el Mas Déu, forma antiga i més fidel a l'origen etimològic, però ja a partir del segle xv és habitual trobar documentada la forma aglutinada: el Masdéu. Aquesta és la forma que apareix, pràcticament de forma única, en els documents moderns i contemporanis i a pràcticament tota la bibliografia especialitzada. Tanmateix, Joan Becat proposa recuperar la forma original amb els dos components expressats de manera separada: el Mas Déu.

## Història

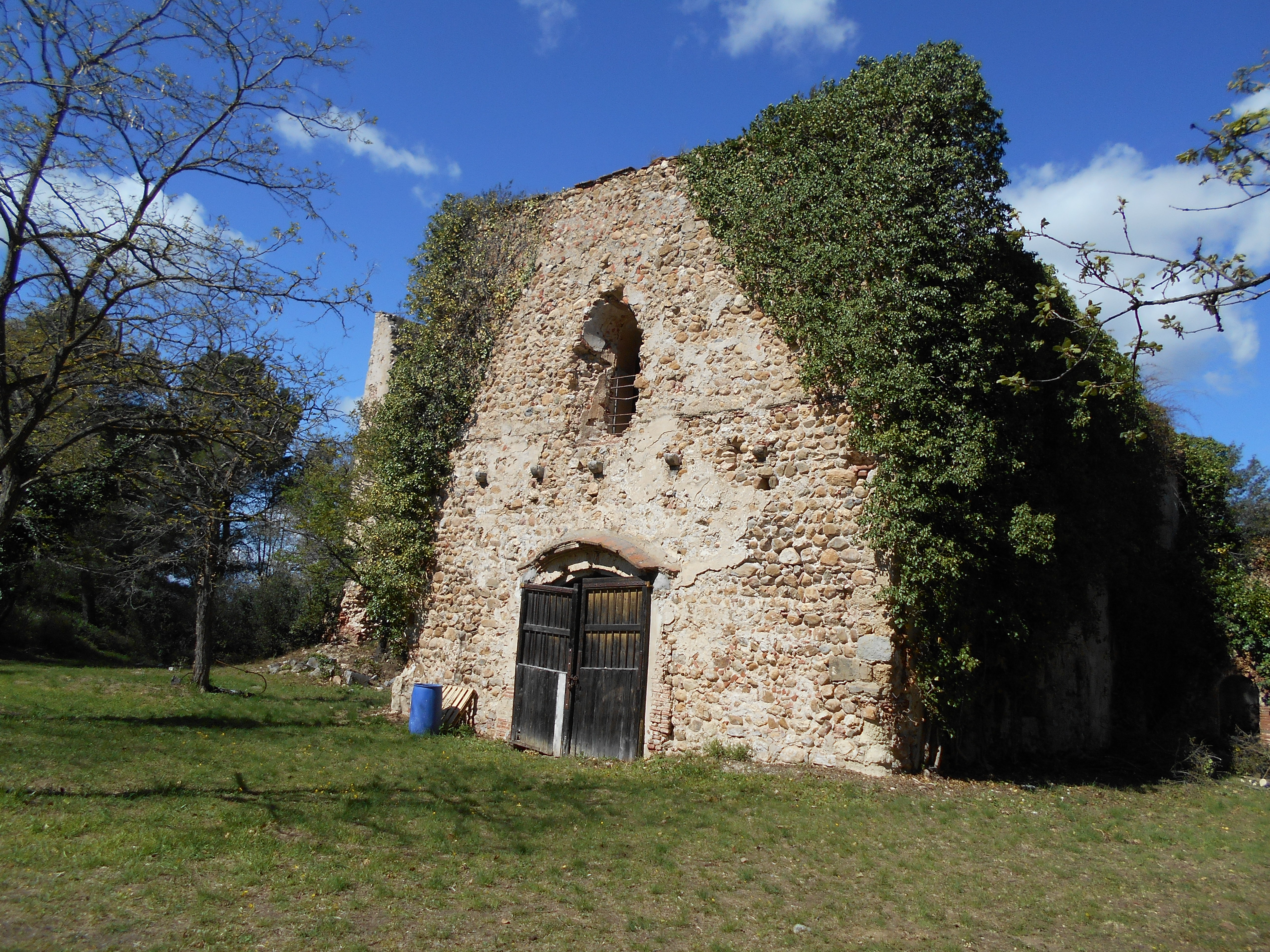
Façana meridional

No hi ha notícies específiques de l'església, fora de les que fan referència al conjunt de la comanda. El 1133 la dona Adelaida donava el lloc del Masdéu, pertanyent inicialment a Vilamulaca, a l'orde del Temple. El 1138 Guillem de Vilamulaca els cedia el delme que cobrava per la casa que hi havien edificat els templers, i que ells anomenaven mansio Dei. Inicialment erigit com una preceptoria, el 1149 Arnau de Sant Cebrià ja hi consta com a comanador. Ràpidament amplia els seus dominis, per donacions o per adquisicions, i així aviat hi trobem els forns de pa de Perpinyà. A Perpinyà s'hi fundà de seguida un priorat de l'orde templer. Sota els templers es trobaven els llocs de Terrats, Nyils, Santa Coloma de Tuïr, Palau del Vidre, Sant Hipòlit de la Salanca i, una mica més tard, Cotlliure, així com tot un seguit de drets a diversos llocs del país. El 1310 fou el moment de l'extinció de l'orde, que en aquell moment tenia 25 membres al Masdéu.
Els béns de l'orde del Temple passaren a l'Orde de l'Hospital, els quals posaren al capdavant del Masdéu un comanador hospitaler, però uniren la casa al Gran Priorat de Catalunya. Amb la Revolució Francesa s'extingí la presència dels monjos guerrers al Masdéu.
El 1944 l'exèrcit alemany feu saltar pels aires bona part dels edificis de la comanda, ja que havien estat convertits en dipòsits de municions. Només en resten dempeus l'església i dues torres cantoneres, als extrem nord-est i sud-est del recinte.

## Arquitectura

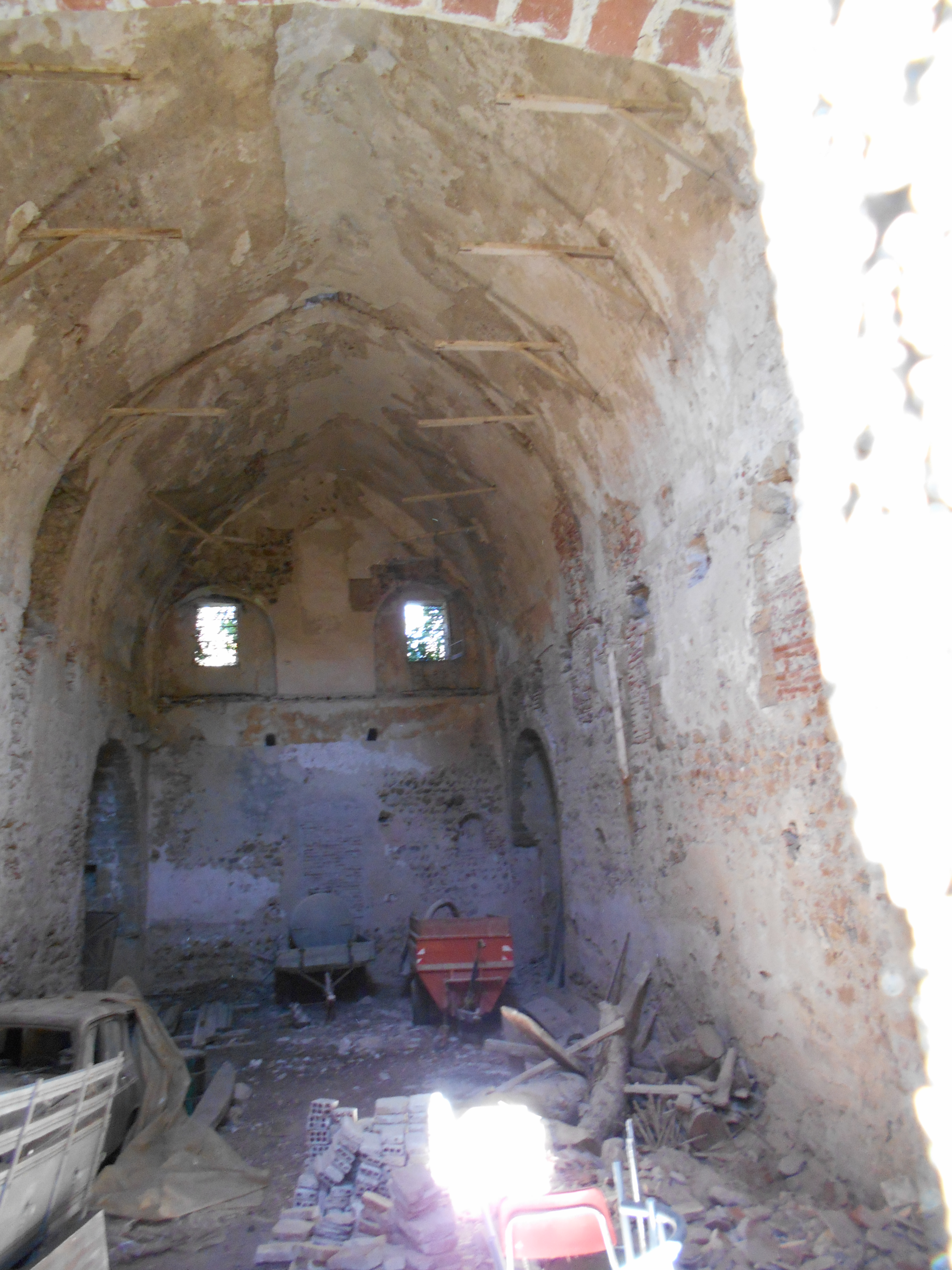
Interior

Construïda amb còdols de riu, l'edifici de l'església es manté dempeus, tot i el seu deplorable estat d'abandonament. És una nau única, orientada de ponent a llevant, però sense absis diferenciat, de forma perpendicular a la muralla est del recinte de la comanda. Fa 20 metres de llarg per 7,5 d'ample i 10 metres d'alçada sota la clau de la volta. El gruix de les parets és d'1,6 metres.
Tot i no haver-hi pròpiament absis, el presbiteri està emmarcat per dues grans arcades. A ponent hi ha una façana més moderna que la resta de l'edifici, que en deu substituir una d'anterior. Per les característiques de l'obra, el conjunt data del segle xiii.